# Union nationale de la presse congolaise
Pour les articles homonymes, voir UNPC.
L’Union nationale de la presse congolaise (UNPC) est une organisation indépendante de soutien aux journalistes en République démocratique du Congo.
Son président, Kabeya Pindi Pasi, est en exil volontaire après avoir reçu des menaces de mort pour avoir fait un reportage sur les massacres et actes de violence perpétrés durant la rébellion les troupes du Mouvement de Libération du Congo (MLC) en République centrafricaine.
Mr Joseph-Boucard Kasonga Tshilunde l'a remplacé.